# テーラーホブソン
テーラーホブソン（Taylor Hobson ）はイギリスの精密測定機メーカー。元は光学機器メーカーであり、映画用レンズ、軍用光学機器の他リード用など一般カメラ用レンズを製作していた。
- 1886年 - 光学設計者のトーマス・テーラー（Thomas Smithies Taylor ）と技術者のウィリアム・テーラー（William Taylor ）兄弟が"T.S. and W. Taylor"設立。光学レンズを製造する。
- 1887年 - ホブソン（W.S.H Hobson ）が加わりテーラー、テーラーホブソン（Taylor,Taylor&Hobson ）となる。
- 1893年 - T. Cooke & Sons（en:T. Cooke & Sons）からのトリプレットのライセンスにより「クック・トリプレット」を発売。
- 1905年 - ウィリアム・テーラーが風洞実験に基づきゴルフボールのディンプルについて加工特許を取得。
- 1920年 - 設計者ホレース・ウィリアム・リー（Horace William Lee ）が、現在一般的な変形ガウス型レンズ構成の元祖となるオピック（Opic ）発明。
- 1920年代後半 - スピード・パンクロ（Speed Panchro ）F2を発明。
- 1941年　テーラーホブソンの開発者リーズン博士により世界初の触針式表面粗さ測定機「タリサーフ1」と中心線平均粗さCLA（現在のISO/JIS規格パラメータRaのオリジナル）が誕生。
- 1949年　世界初の回転触針式真円度測定機「タリロンド1」を発明。
- 1946年　Rank Organization（ランク社）の傘下となり、「ランク・テーラーホブソン」となる。
- 1973年　超高精度真円度測定機タリロンド73を発表。各国の国家標準機として稼動中。
- 1988年　ゴードン・H・クックがアカデミー賞（ゴードン・ソイヤー賞）を受賞。
- 1998年　テーラーホブソンのレンズ製造部門がCooke Opticsとして独立。テーラホブソンは精密加工、測定分野に特化した。
- 2004年　アメテック社の傘下となり、「アメテックテーラーホブソン」となる。